# Alaska – Wildnis am Rande der Welt
Alaska – Wildnis am Rande der Welt ist ein deutscher Dokumentarfilm aus dem Jahre 1966. Gedreht wurde er von Eugen Schuhmacher und Freimut Kalden. Als Erzähler fungierte der deutsche Schauspieler Wolf Ackva. Der Film kam am 27. Mai 1966 in die deutschen Kinos, hatte im September 1972 im Ersten Deutschen Fernsehen TV-Premiere und erschien im November 2008 auf DVD.

## Hintergrund
Im Laufe seines filmischen Schaffens unternahm Eugen Schuhmacher zehn Reisen nach Alaska. Für die Dreharbeiten zum Film Alaska – Wildnis am Rande der Welt besuchten Schuhmacher und Kalden im Frühjahr und Sommer 1965 die geschichtsträchtigen Orte Alaskas wie Sitka oder den White Pass sowie die Naturlandschaften am Mount-McKinley-Massiv oder auf der Kodiak-Insel. Über seine Reisen nach Alaska schrieb Eugen Schuhmacher das 1970 veröffentlichte Buch Alaska: Vast Land on the Edge of the Arctic.

## Handlung

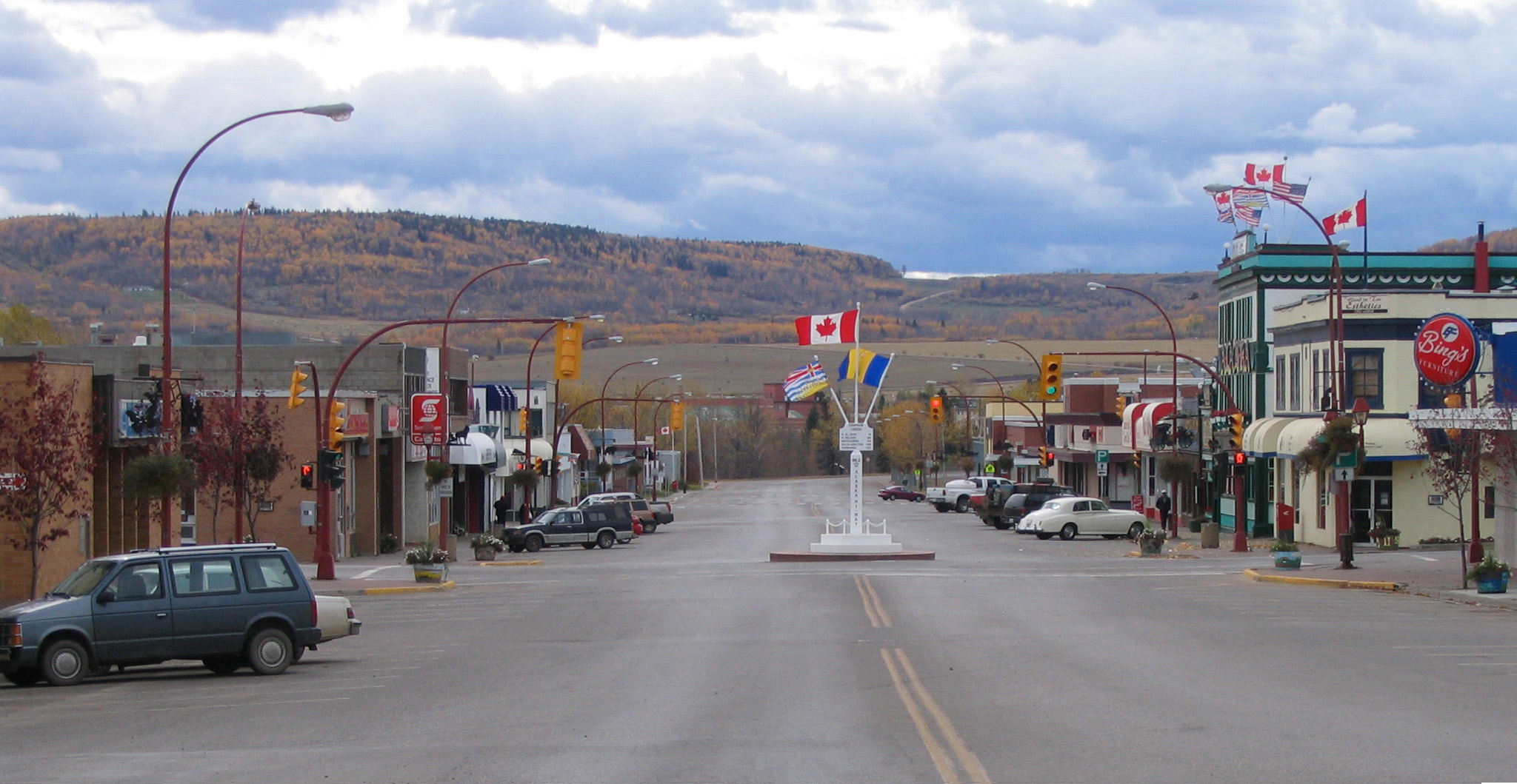
Beginn des Alaska Highway in Dawson Creek

In der Einleitung wird kurz auf die Geschichte und Geografie Alaskas eingegangen und es werden Aufnahmen auf einem russischen Friedhof sowie bei einem russisch-orthodoxen Gottesdienst in der St.-Michaels-Cathedral in der Stadt Sitka gezeigt. In weiteren Stationen des Films geht es zunächst von Dawson Creek in Kanada über den Alaska Highway bis nach Fairbanks und Anchorage. Mit dem VW Käfer fährt Schuhmacher an Wäldern, Seen und Bergen vorbei und bekommt Biber, Schneeziegen, Karibus, Grizzlies, Alaska-Elche und eine Rotfuchsfamilie vor die Kamera. Eine Station am Alaska Highway ist die Ortschaft Watson Lake, wo Touristen aus aller Welt über 50.000 Straßen-, Orts- und andere Schilder aufgestellt haben. 

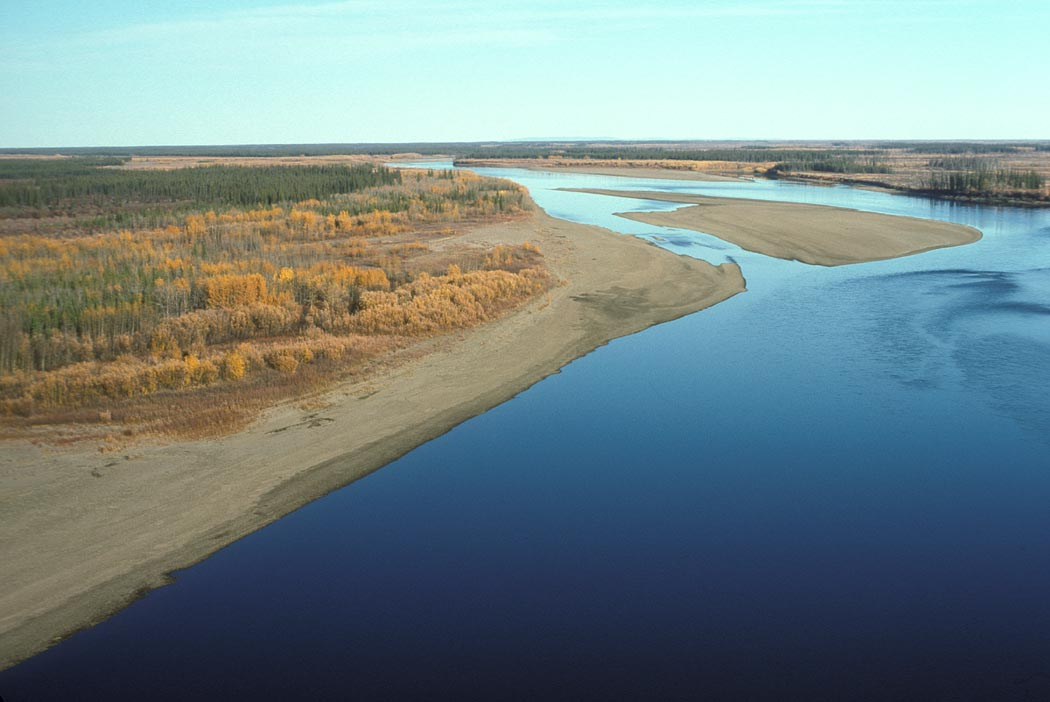
Porcupine River

Am Porcupine River zeigt Eugen Schuhmacher Totempfähle und ein Blockhochhaus der Athapaskan-Indianer. In den nächsten Szenen stellt Schuhmacher Gebiete vor, die durch Waldbrände zerstört wurden und Straßenbauarbeiter, die während ihrer fünfmonatigen Arbeit 13.000 Dollar verdienen. 

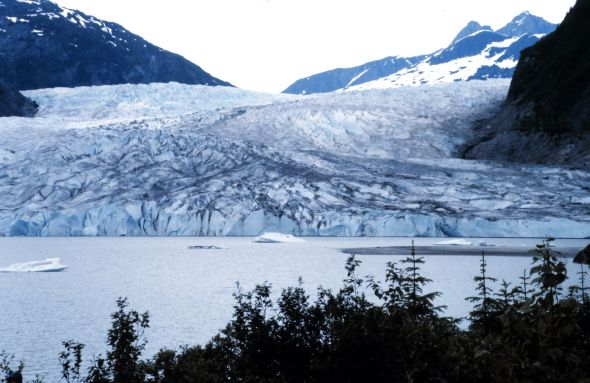
Mendenhall-Gletscher

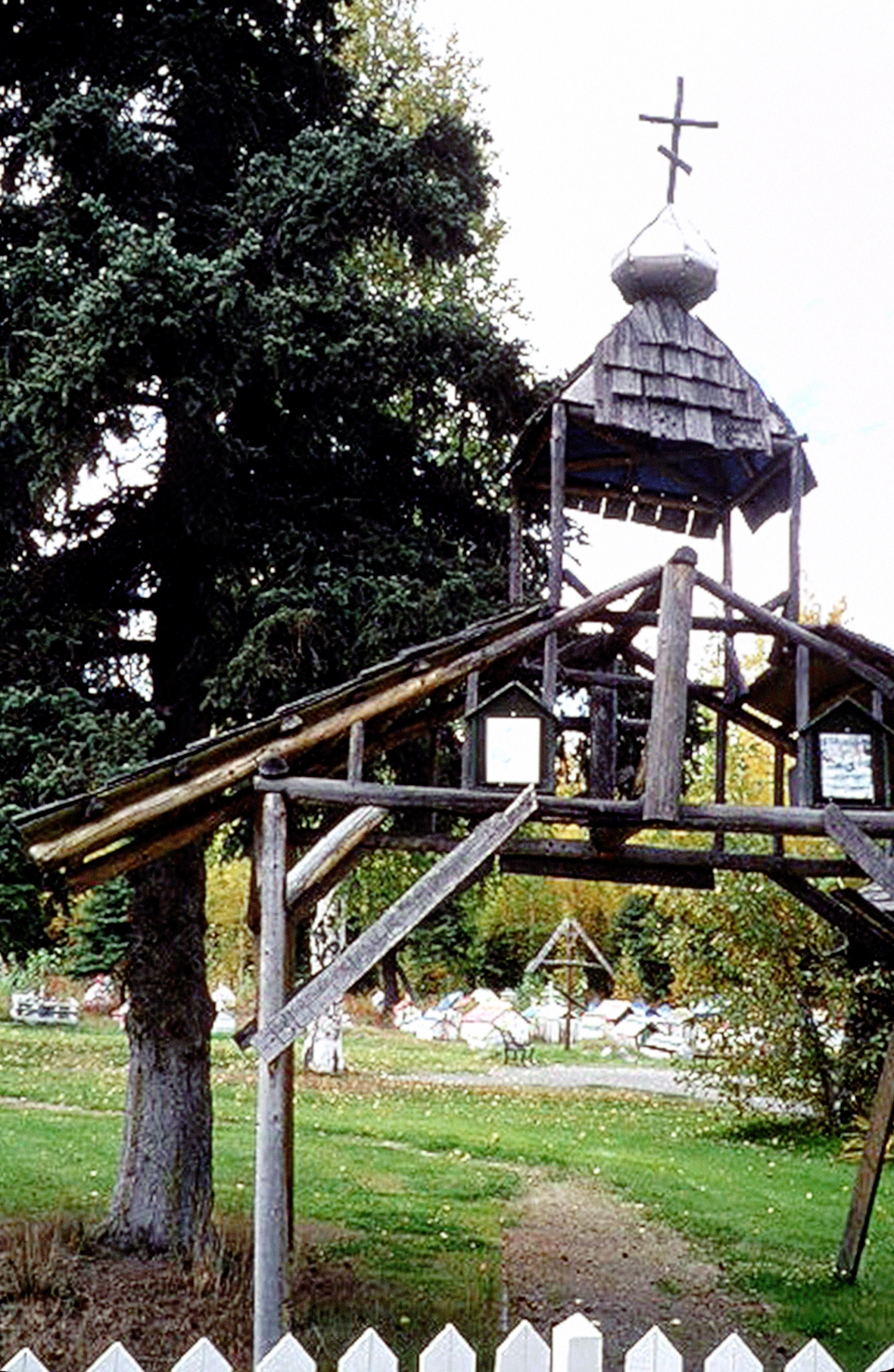
Eingang zum Indianerfriedhof von Eklutna

Anschließend besucht Schuhmacher den nordöstlich von Anchorage gelegenen Indianerfriedhof von Eklutna, der von russischen Mönchen errichtet wurde und vor allem durch seine bunten Geisterhäuschen bekannt ist.  Danach werden kurz die Städte Fairbanks und Anchorage vorgestellt. Vor den Toren der Stadt Anchorage befindet sich die Lake Hood Seaplane Base mit dem größten Wasserflugplatz der Welt. Nach einem Abstecher in die Stadt Juneau sind Schuhmachers nächste Ziele der Mendenhall-Gletscher und die Alaska Panhandle, die man nur mit dem Flugzeug erreichen kann. Per Schiff geht es weiter über das Juneau Icefield vorbei am Fairweather Glacier und an der Eliaskette bis zur Glacier Bay. In der Glacier Bay kann Schuhmacher gewaltige Gletscherbrüche filmen. Anschließend geht der Film auf den Goldrausch im Jahre 1898 sowie auf die industriellen Formen des Goldschürfens mit Hilfe riesiger Bagger, den sogenannten Gold Dredges, ein. Mit der White Pass and Yukon Railway geht es weiter zum White Pass, einem Gebiet, in dem während des Goldrausches in den Jahren 1898 und 1899 über 3000 Pferde zu Tode geschunden wurden. Die nächsten Szenen zeigen die landwirtschaftlichen Hochburgen Alaskas im Tanana Valley nahe Fairbanks, auf der Kenai-Halbinsel und am Matanuska River nahe Anchorage. In der Nähe der Stadt Fairbanks filmt Schuhmacher wildlebende Moschusochsen in einem Reservat. 

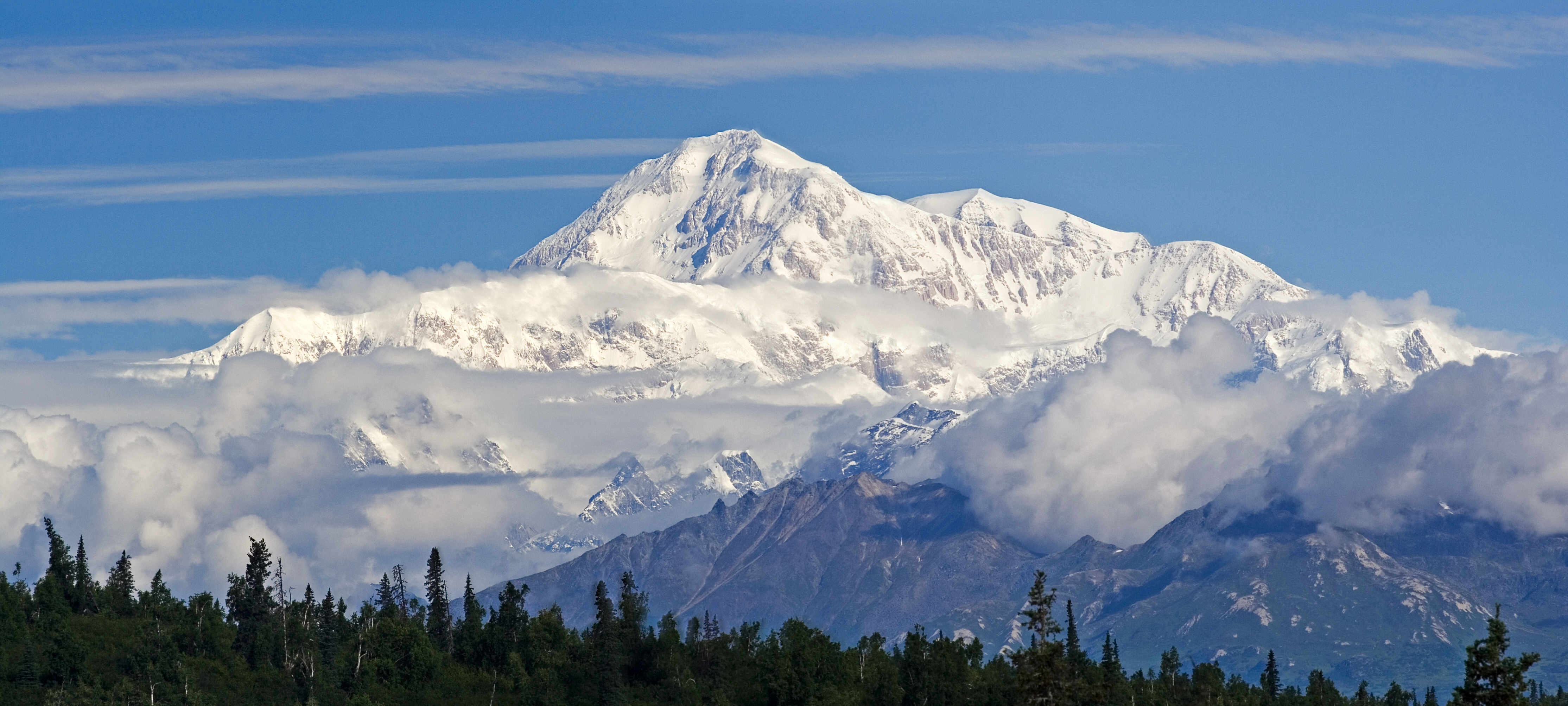
Mount McKinley

Per Flugzeug geht es weiter zum Mount McKinley, der mit 6.194 Meter Höhe der höchste Berg Nordamerikas ist. Am Sanctuary River Campground unterhalb des Mount McKinley im Denali-Nationalpark filmt Schuhmacher Elche, Erdhörnchen, Baumstachler, Moorschneehühner und Grizzlybären. Im Innern des Nationalparks wird die Vegetation karger und an den Steilhängen des Polychrome Pass bekommt Schuhmacher Murmeltiere und Dickhornschafe vor die Kamera. Nach der Wanderung der Karibu-Herden im Denali-Nationalpark geht es zur Kodiak-Insel in die Schelichow-Straße, wo sich Ende Juli zur Hauptlaichzeit der Lachse die Kodiakbären einfinden und sich ausschließlich von Lachsen und dessen Rogen ernähren. Nach Aufnahmen des Knik-Gletscher-Panoramas geht es schließlich in den Nordpolarkreis, wo Eugen Schuhmacher auf Eskimos bei der Robbenjagd und beim Iglu-Bau trifft.

## Auszeichnungen
Von der Filmbewertungsstelle Wiesbaden erhielt der Film das Prädikat „wertvoll“. Bei den Festspielen in Trient gewann er 1966 den Großen Preis.

## Kritiken
Das Lexikon des internationalen Films schrieb: „Konventionell gestalteter Dokumentarfilm über Tierwelt und Naturschönheiten Alaskas. Über Kultur und Gesellschaft ist wenig zu erfahren“.